# Národní park Saltfjellet a Svartisen
Národní park Saltfjellet a Svartisen (norsky Nasjonalpark Saltfjellet og Svartisen) se nachází v severní části Norska, v kraji Nordland, na severním polárním kruhu mezi městy Mo i Rana a Bodø. Je jedním z největších (2102 km²) a nejvýznamnějších parků v Norsku.
Tento rozsáhlý národní park skýtá mnohé možnosti pro turistiku, horolezectví, lov, focení, paragliding či jiné sporty. Velmi nízká hustota osídlení a velmi málo zásahů člověka do přírody umožňují absolutní odpoutání od civilizace, zároveň však park protínají turistické cesty, na kterých najdeme záchytné bivakovací chaty, sponzorované velice promyšleným a fungujícím systémem Norského turistického spolku (Den Norske Turistforening), který po celém Norsku vybudoval síť několika desítek chat, kde se dá za příspěvek do kasičky přespat, uvařit apod.
Charakter parku je velmi různorodý. Vysokohorské turisty a horolezce přitahuje zejména druhý největší evropský ledovec Svartisen. Méně nároční turisté, vodáci či rybáři ocení zalesněná údolí s prudkými řekami a četnými jezery. Hory u ledovců mají velmi drsný charakter. Nadmořská výška se sice pohybuje jen kolem 1500 m (nejvyšší je Ørfjellet / Uvbágájsse, 1751 m n. m.), vzhledem k zeměpisné šířce jsou však celoročně zasněžené a členitostí reliéfu připomínají Alpy. Počasí se díky oceánskému klimatu často mění, průměrné teploty zvyšuje vliv Golfského proudu. Teploty v létě se pohybují od -5 °C (v noci) do +20 °C.
Vzhledem k poloze na polárním kruhu zde v létě slunce téměř nezapadá a celý den je světlo. Půlnoční slunce lze pozorovat první dva týdny v červenci. V zimě naopak krajinu přikryje polární noc, slunce se objeví jen na několik hodin denně a teploty klesají hluboko pod bod mrazu.
Park představuje pomyslnou hranici mezi původním norským a sámským (laponským) osídlením.